# Kościół ewangelicko-augsburski w Mariampolu

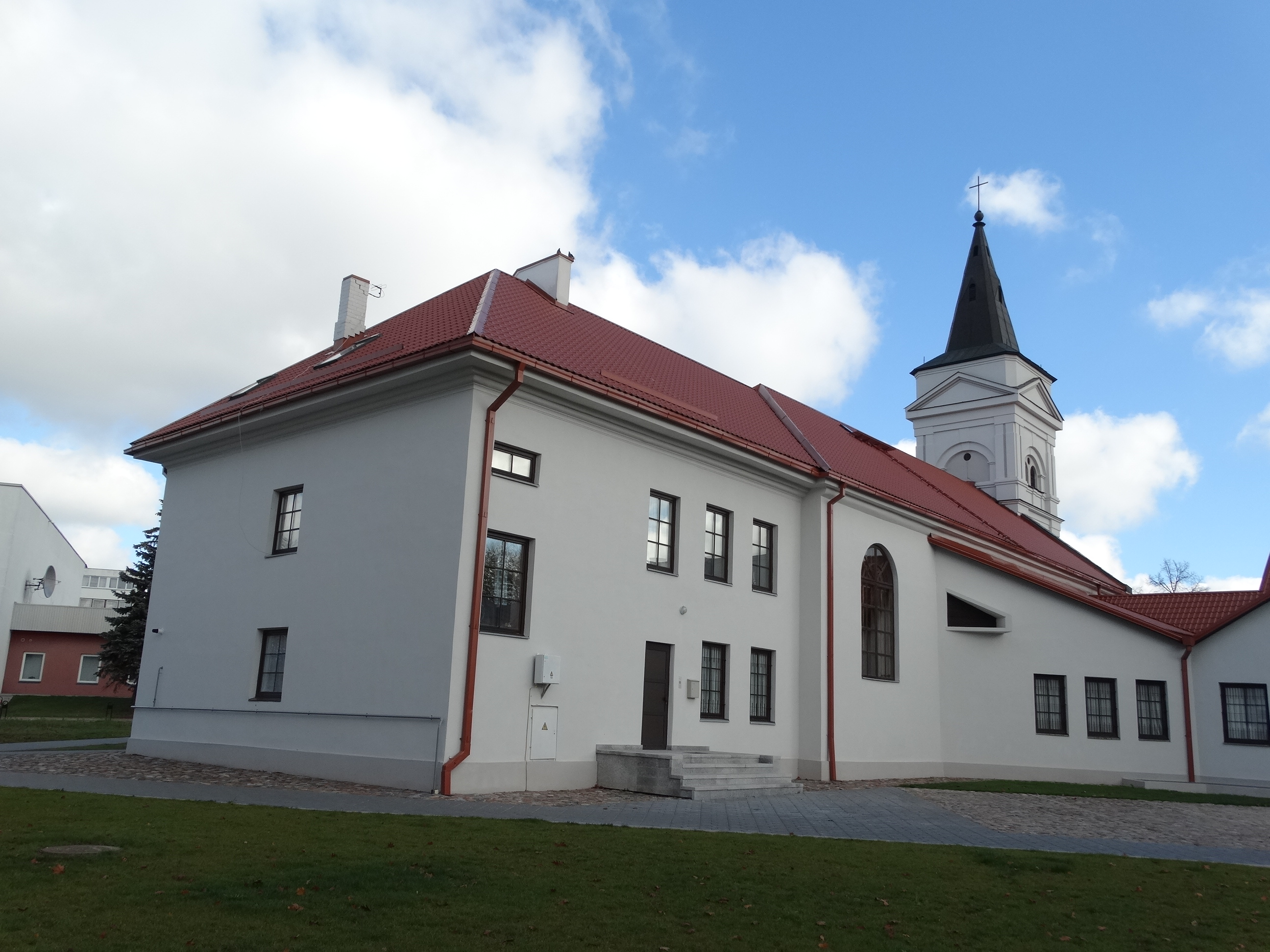
Widok z południowego zachodu

Kościół ewangelicko-augsburski (lit. Evangelikų liuteronų bažnyčia) – protestancka świątynia znajdująca się w litewskim mieście Mariampol. Wzniesiona w latach 1834–1841.

## Historia
Po włączeniu Mariampola do Prus w 1795 roku do miejscowości sprowadzono rzemieślników, głównie z Niemiec oraz w mniejszym stopniu z Rosji. W 1807 tereny te należały do Księstwa Warszawskiego, a od 1815 – do Królestwa Kongresowego. Protestanccy osiedleńcy w 1819 roku złożyli do władz w Warszawie prośbę o pozwolenie na budowę kompleksu parafialnego. Zgodę uzyskano, do czasu wzniesienia świątyni nabożeństwa odprawiano w zaaranżowanym dawnym magazynie należącym do wojsk pruskich. W 1821 dostawiono do niego wieżę, a w następnym roku miała miejsce konsekracja budynku. Parafia nie posiadała wtedy własnego duchownego, nabożeństwa odprawiali pastorzy z Chmielówki, Godlewa, Majskoja i Szyrwintów. W 1824 udało się uzyskać dofinansowanie od cara Aleksandra I. W 1829 ustanowiono pierwszego proboszcza, Karla Heinricha Langego. W 1834 wzniesiono plebanię, a rok później Karolis Kaminskis sporządził projekt nowej świątyni. Budowę ukończono w roku 1841, w tym samym roku założono szkołę ewangelicką. Wieżę wzniesiono w II połowie XIX wieku. Pod koniec stulecia wspólnota liczyła ponad 3000 wiernych i posiadała trzy filie – w Kalwarii, Serejach i Wyłkowyszkach. W dwudziestoleciu międzywojennym nabożeństwa odprawiano zarówno po niemiecku, jak i po litewsku.
Świątynia została zamknięta po wybuchu II wojny światowej, część wiernych przesiedlono w głąb Niemiec, a część wywieziono na Syberię. Budynek został zdewastowany, zdjęto krzyż i dzwon, a wieża została zniszczona przez pocisk. Po 1945 roku kościół pełnił funkcję magazynu oraz hali sportowej. W 1984 sporządzono projekt przebudowy kościoła, w następnych latach odbudowano dzwonnicę. W 1988 planowano urządzić w nim salę koncertową. Pod koniec lat 80. rozebrano jeden z budynków należących dawniej do szkoły ewangelickiej, a pozostałe budynki parafii służyły jako mieszkania dla nauczycieli.
Po odzyskaniu niepodległości przez Litwę w reaktywację wspólnoty zaangażowała się Lidija Narušienė. Skontaktowała się z luteranami zamieszkującymi okoliczne miejscowości. Na początku roku 1990 w domu Narušienė odprawiono pierwsze nabożeństwo luterańskie, w którym uczestniczyło 38 osób oraz reprezentant konsystorza. Powstała również sześcioosobowa rada parafialna. 27 czerwca 1990 zarejestrowano parafię w Mariampolu, a 26 sierpnia 1990 odprawiono nabożeństwo w auli szkoły muzycznej, podczas którego pobłogosławiono pierwsze małżeństwo oraz ochrzczono czwórkę dzieci. W kolejnych latach nabożeństwa ponownie odprawiano w domu Narušienė, zawiązano współpracę z niemieckim pastorem Klausem Fitznerem oraz z norweską parafią Nordberg.
30 października 1992 władze miasta przyznały kościół i okoliczne budynki parafii ewangelickiej. Projekt przebudowy wnętrza sporządził Medardas Purys. Liczącą 95 wiernych wspólnotę wspomogły finansowo parafie z Niemiec, Danii, Norwegii i Szwecji. Fundusze przekazała również Światowa Federacja Luterańska. 4 lipa 1993 norweski pastor Jörgen Karlsen odprawił nabożeństwo w niewyremontowanej jeszcze świątyni. Kolejne projekty wnętrz sporządzili w 1994 G. Vieversys i L. Tumynienė. W tamtym roku wykonano ławki, ołtarz, chrzcielnicę i oświetlenie. Nabożeństwo inauguracyjne odprawił 2 lipca 1995 roku bp Jonas Kalvanas młodszy. W grudniu tego roku na wieży zainstalowano krzyż oraz dzwon z 1949 roku, pochodzący z parafii Großbundenbach, o wadze 650 kg. Poświęcenie dzwonu i krzyża miało miejsce podczas nabożeństwa 6 stycznia 1996.